# Baron de Ros
Le titre de Baron de Ros (prononcé « Rousse »), est le plus ancien qui existe dans la pairie d'Angleterre. Il remonte à la convocation de Robert de Roos à siéger au parlement réuni à Londres en 1265 par Simon V de Montfort mais n'a été formalisé qu'en 1288-1289. Il confère à son titulaire la qualité de premier baron d'Angleterre. 
En raison de son ancienneté, cette pairie n'exclut pas les filles de la succession. À défaut de fils, le titre est transmissible aux filles et à leurs descendants. S'il y a plusieurs filles, elles sont considérées comme cohéritières et la pairie est mise en sommeil. Cette période de vacance (« abeyance ») dure jusqu'à ce que le souverain tranche en faveur d'une des lignées ou jusqu'à ce que ne survive plus que les descendants d'une seule des filles.

## Barons de Ros (1264)

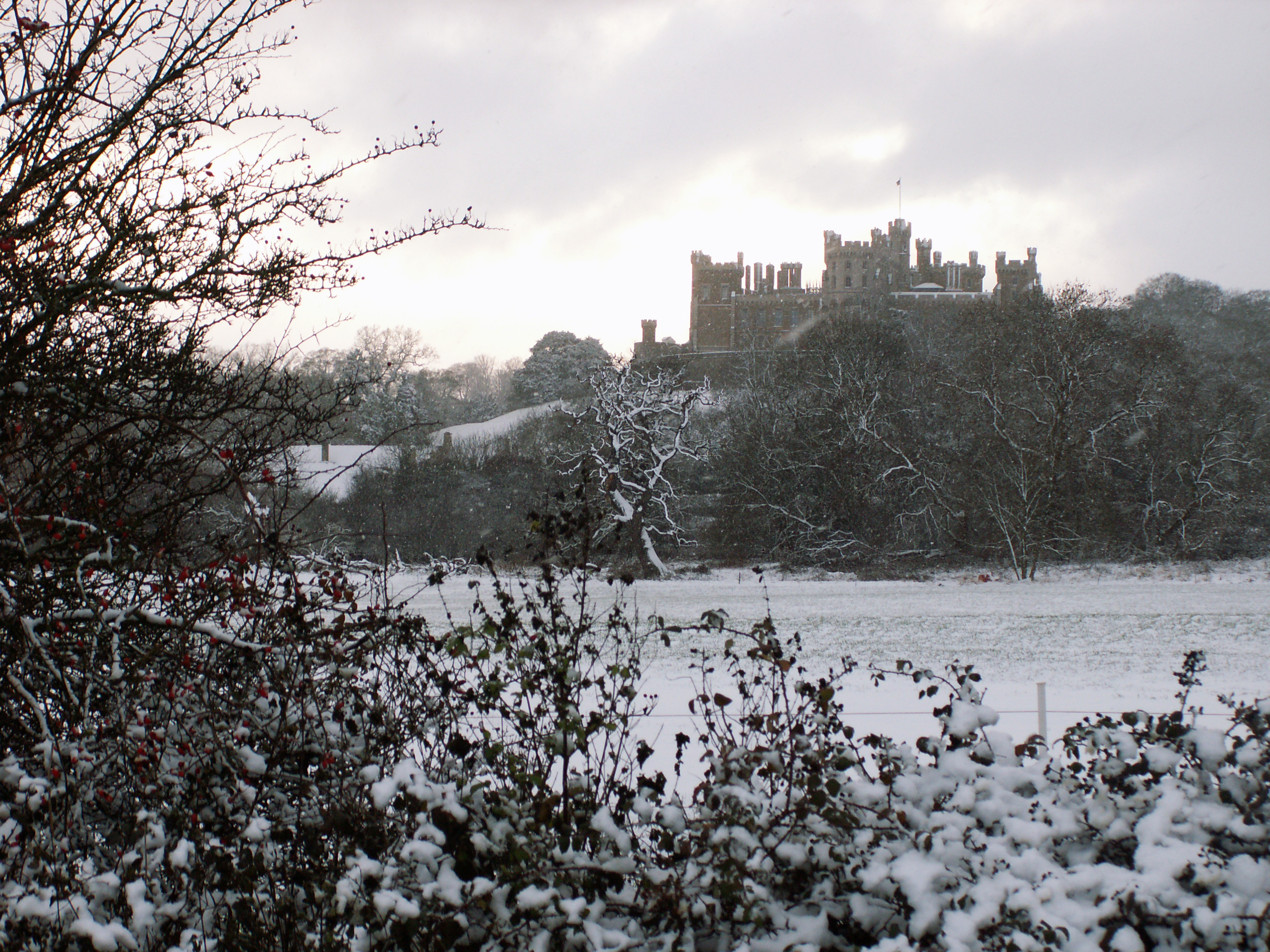
Château de Belvoir, demeure des Ros de 1234 à 1508, rebâti au XVIIIe s., photographié en 2005.

- Guillaume, 1er baron de Ros (en) († 1317)
- William, 2e baron de Ros (en) († 1343)
- William, 3e baron de Ros (en) (v. 1326 † 1352)
- Thomas, 4e baron de Ros (en) (1336 † 1384)
- John, 5e baron de Ros (en) (v. 1360 † 1394)
- William, 6e baron de Ros (en) (v. 1369 † 1414)
- John, 7e baron de Ros (en) († 1421)
- Thomas, 8e baron de Ros (en) (v. 1405 † 1431)
- Thomas, 9e baron de Ros (v. 1427 † 1464) (titre confisqué en 1464)
- Edmund, 10e baron de Ros (en) († 1508) (titre restitué en 1485)

Titre en sommeil de 1508 à 1512
- George Manners, 11e baron de Ros († 1513)
- Thomas Manners, 1er comte de Rutland, 12e baron de Ros († 1543)

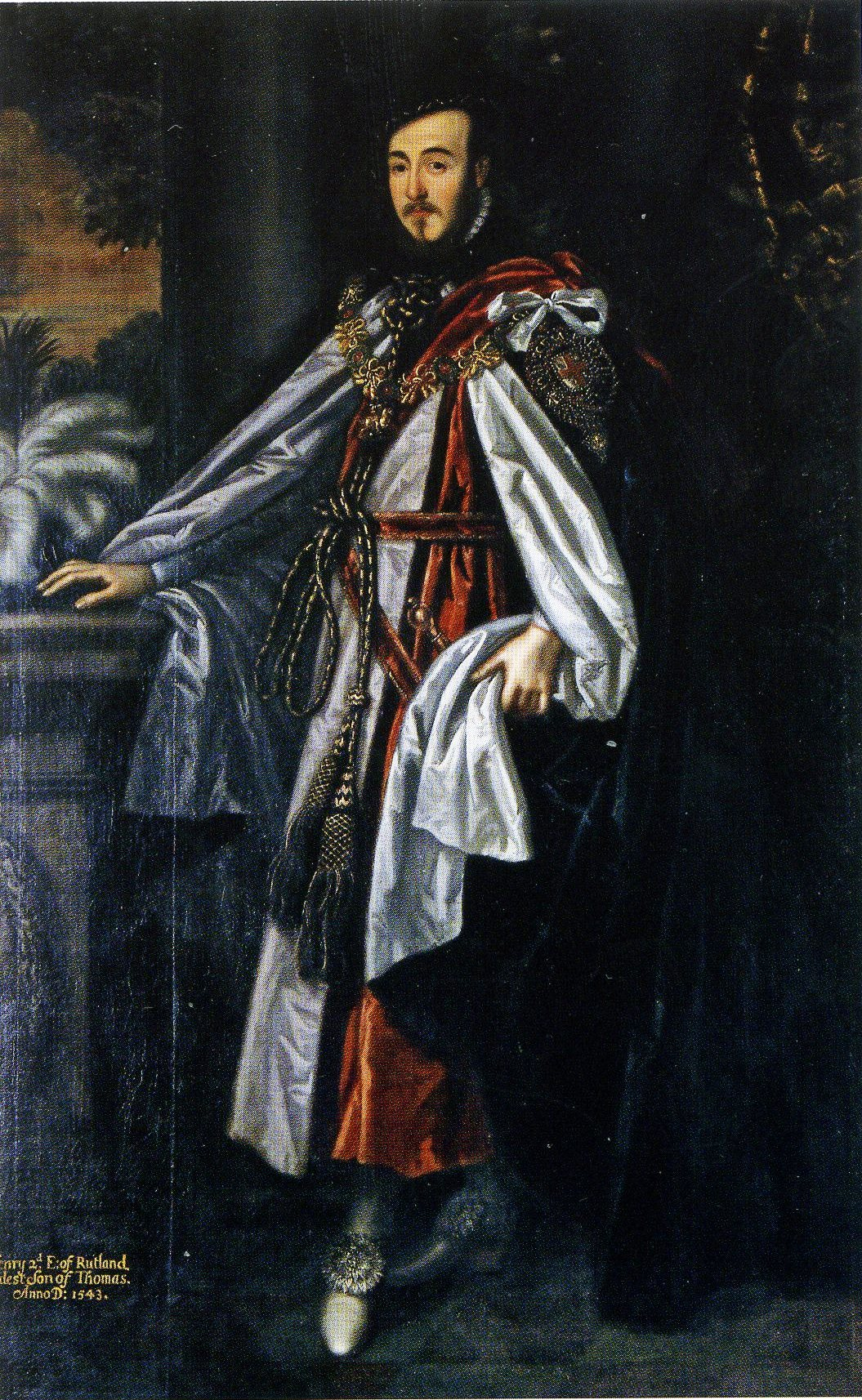
Henry Manners, comte de Rutland et baron de Ros, gouverneur des, amiral, termine le second château de Belvoir.

- Henry Manners, 2e comte de Rutland, 13e baron de Ros (1526 † 1563)
- Edwards Manners, 3e comte de Rutland, 14e baron de Ros (1549 † 1587)
- Elizabeth Cecil, 15e baronne de Ros (en) (v. 1572 † 1591)
- William Cecil, 16e baron de Ros (en) (1590 † 1618)
- Francis Manners, 6e comte de Rutland, 17e baron de Ros (1578 † 1632)
- Katherine Villiers, duchesse de Buckingham, 18e baronne de Ros (en) († 1649)
- George Villiers, 2e duc de Buckingham, 19e baron de Ros († 1687)

Titre en sommeil de 1687 à 1806

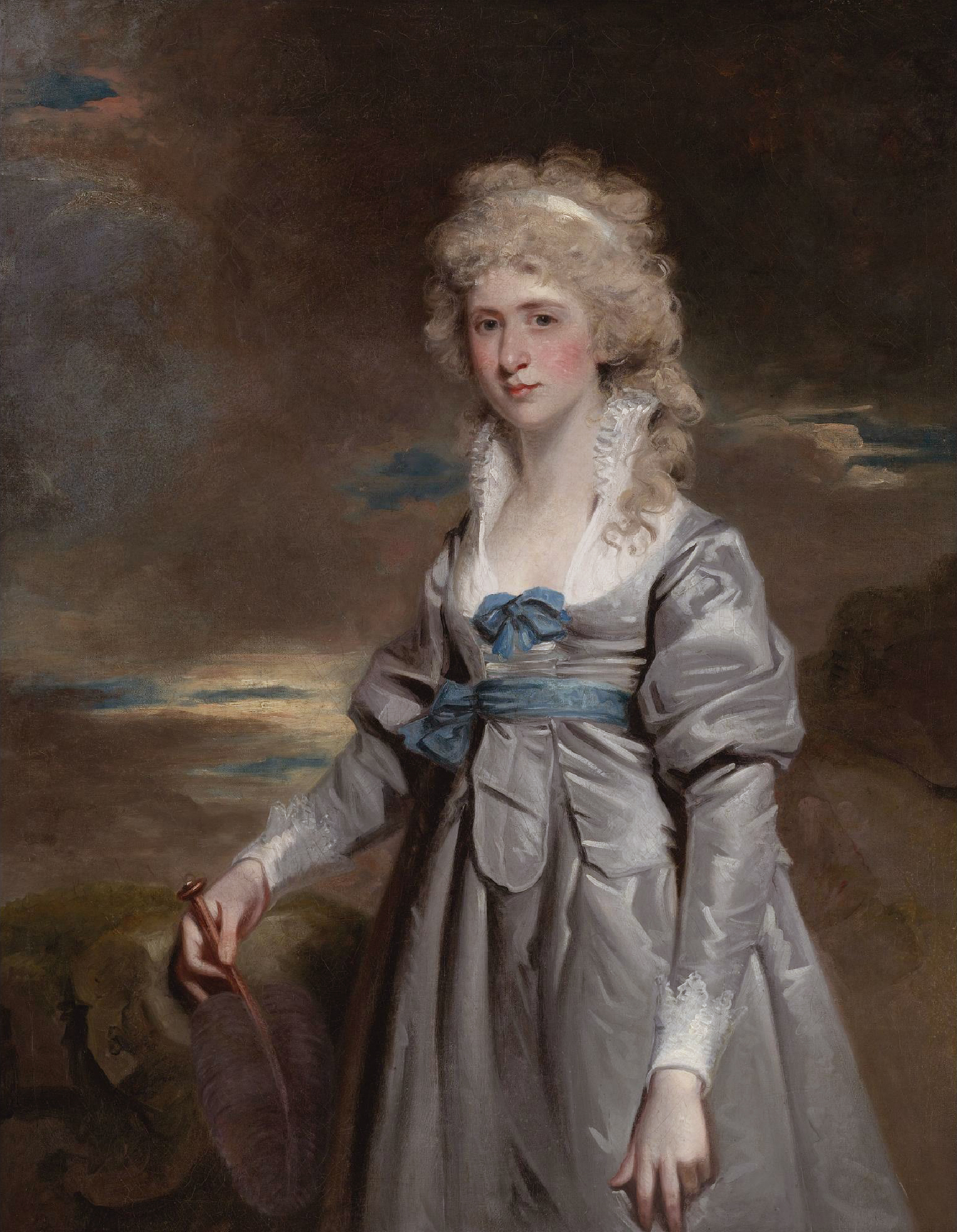
Charlotte Boyle-Walsingham, Lady FitzGerald, relève le titre en 1806. Toile de John Hoppner, fin du XVIIIe siècle

- Charlotte Boyle, 20e baronne de Ros (1769 † 1831)
- Henry William FitzGerald-de Ros, 21e baron de Ros (1793 † 1839)
- William Lennox Lascelles FitzGerald-de Ros, 22e baron de Ros (1797 † 1874)
- Dudley Charles FitzGerald-de Ros, 23e baron de Ros (1827 † 1907)
- Mary Dawson, comtesse de Dartrey, 24e baronne de Ros (en) (1854 † 1939)

Titre en sommeil de 1939 à 1949
- Una Mary Ross, 25e baronne de Ros (en) (1879 † 1956)

Titre en sommeil de 1956 à 1958
- Georgiana Angela Maxwell, 26e baronne de Ros (en) (1933 † 1983)
- Peter Trevor Maxwell, 27e baron de Ros (né 1958) ;
  - héritier apparent : Finbar James Maxwell (né 1988)[1].